# Sulfidi
Sulfidi su spojevi kovina prijelaznih elemenata i polukovina sa sumporom. Najčešće ih tvore Fe, Cu, Zn, Pb, Sb, Ag, Au, Bi, Co i Ni.
Sulfidi imaju različite rešetke i različita fizikalna svojstva. Većinom nastaju hidrotermalno i sedimentno u redukcijskim uvjetima, a u površinskim su uvjetima nestabilni i oksidiraju, najčešće u sulfate.
Ovoj skupini pripada više od 300 različitih minerala, ali samo se njih 20-ak nalazi u većim količinama.

### Sulfosoli
Minerali koji imaju kompleksan anion, a njihov se sastav može prikazati kao kombinacija jednostavnog sulfida i molekule As2S3, Sb2S3 ili Bi2S3. Svi su tipično olovnosivi, pa se zovu i sinjavci.

### Najčešći sulfidi
- Halkozin
- Argentit
- Galenit
- Sfalerit
- Cinabarit
- Pirhotin
- Halkopirit
- Bornit
- Pirit
- Markazit
- Arsenopirit
- Realgar
- Auripigment
- Antimonit
- Kovelin